# Siamo solo Noise
Siamo solo Noise è il terzo album in studio del gruppo musicale italiano Benji & Fede, pubblicato il 2 marzo 2018 dalla Warner Music Italy.

## Tracce
1. Da grande – 3:32 (testo: Leonardo Cristoni, Eugeno Darie, Roel Donk, Livio Giovannucci, Benjamin Mascolo, Jihad Rahmouni, Federico Rossi – musica: Marco Bertoni, Leonardo Cristoni)
2. Incendio – 2:53 (testo: Luca De Gregorio, Walter Ferrari, Simone Giani, Benjamin Mascolo, Federico Rossi, Mattia Vitale – musica: Walter Ferrari, Stefano Tognini)
3. On Demand (feat. Shade) – 3:09 (testo: Daniele Lazzarin, Benjamin Mascolo, Federico Rossi, Vito Ventura – musica: Pietro Riccardo Garifo, Daniele Lazzarin, Patrizio Simonini)
4. Niente di speciale – 3:18 (testo: Benjamin Mascolo, Federico Rossi – musica: Francesco Landi, Riccardo Lodi, Davide Marchi, Benjamin Mascolo, Patrizio Simonini)
5. XX settembre – 3:27 (testo: Benjamin Mascolo, Federico Rossi – musica: Fausto Cogliati, Francesco Landi, Riccardo Lodi, Davide Marchi, Benjamin Mascolo, Andrea Piras)
6. Sempre – 2:51 (testo: Fausto Cogliati, Giordano Colombo, Benjamin Mascolo, Federico Rossi – musica: Walter Ferrari)
7. Moscow Mule – 3:00 (testo: Federica Abbate, Rocco Pagliarulo – musica: Federica Abbate, Fabio Clemente, Francesco Alessandro Merli)
8. Siamo solo Noise – 3:26 (testo: Daniele Lazzarin, Benjamin Mascolo, Federico Rossi – musica: Pietro Riccardo Garifo, Daniele Lazzarin)
9. Take Away – 3:06 (testo: Benjamin Mascolo, Federico Rossi – musica: Francesco Landi, Riccardo Lodi, Davide Marchi)
10. Glu glu – 3:12 (testo: Pietro Riccardo Garifo, Daniele Lazzarin, Benjamin Mascolo, Flavio Bruno Pardini, Federico Rossi – musica: Pietro Riccardo Garifo, Daniele Lazzarin, Flavio Bruno Pardini)
11. Disordine – 3:07 (testo: Benjamin Mascolo, Andrea Nardinocchi, Federico Rossi – musica: Andrea Nardinocchi)
12. Buona fortuna – 3:03 (testo: Antonio Maiello, Benjamin Mascolo, Piero Romitelli, Federico Rossi – musica: Antonio Maiello, Piero Romitelli, Luca Serpenti)

Tracce bonus nell'edizione deluxe
1. Va bene così – 3:55 (Daniele Magro (cantautore))
2. Incendio (Acoustic) – 3:10 (testo: Luca De Gregorio, Walter Ferrari, Simone Giani, Benjamin Mascolo, Federico Rossi, Mattia Vitale – musica: Walter Ferrari, Stefano Tognini)
3. Buona fortuna (Acoustic) – 3:21 (testo: Antonio Maiello, Benjamin Mascolo, Piero Romitelli, Federico Rossi – musica: Antonio Maiello, Piero Romitelli, Luca Serpenti)

Tracce bonus nell'edizione limitata
1. Universale – 2:55 (testo: Antonio Maiello, Piero Romitelli – musica: Davide Epicoco, Antonio Maiello, Benjamin Mascolo, Nicolò Restaini, Piero Romitelli, Federico Rossi)
2. La canzone più triste del mondo – 3:23 (testo: Benjamin Mascolo, Federico Rossi – musica: Carlo Alberto Arnaud, Antonio Maniglio, Benjamin Mascolo, Damiano Mulino, Federico Rossi)
3. Temporale – 2:35 (testo: Luca D'Aversa, Federico Rossi, Gianmarco Soldi – musica: Luca D'Aversa, Benjamin Mascolo, Gianmarco Soldi, Michele Zocca)
4. Senza salutarti – 3:17 (testo: Benjamin Mascolo, Federico Rossi – musica: Francesco Landi, Riccardo Lodi, Davide Marchi, Benjamin Mascolo, Federico Rossi)
5. Niente di speciale (feat. Mr. Rain) – 3:24 (testo: Benjamin Mascolo, Federico Rossi, Mattia Balardi – musica: Francesco Landi, Riccardo Lodi, Davide Marchi, Benjamin Mascolo, Patrizio Simonini)

## Formazione
Gruppo
- Benjamin Mascolo – voce
- Federico Rossi – voce, chitarra

Altri musicisti
- Shade – voce aggiuntiva (traccia 3)

Produzione
- Skyline – produzione (traccia 1)
- Marco Peraldo – produzione (traccia 2)
- Michael Gario – produzione (traccia 2)
- Michele Canova Iorfida – produzione (tracce 3, 8, 10 e 11)
- Pat "MyBestFault" Simonini – produzione (tracce 4 e 12)
- Fausto Cogliati – produzione (tracce 5 e 6)
- Takagi & Ketra – produzione (traccia 7)
- Take Away Studios – produzione (traccia 9)

## Classifiche
| Classifica (2018) | Posizione massima |
| ----------------- | ----------------- |
| Italia            | 1                 |